# Too Much (альбом)
Too Much — дебютный студийный альбом инди-панк группы Bonaparte, которой руководит швейцарский музыкант Тобиас Юндт. Альбом вышел 19 сентября 2008 года, через лейбл Staatsakt.
Музыкальный стиль альбома можно охарактеризовать как электро-панк: грязные кранчевые гитарные риффы, мощная ритм-секция, бескомпромиссные анархические тексты. Среди треков альбома, записанных в лоу-фай качестве, выделяются синглы «I Can’t Dance» и «Anti Anti», а также заглавный трек.

## Список композиций
| №   | Название                                      | Длительность |
| --- | --------------------------------------------- | ------------ |
| 1.  | «Do You Want to Party»                        | 1:14         |
| 2.  | «Who Took the Pill?»                          | 2:31         |
| 3.  | «Too Much»                                    | 2:36         |
| 4.  | «Anti Anti»                                   | 3:15         |
| 5.  | «Ego»                                         | 4:07         |
| 6.  | «Tú me molas»                                 | 3:49         |
| 7.  | «Wrygdwylife?»                                | 3:34         |
| 8.  | «Blow It Up»                                  | 3:15         |
| 9.  | «Lvdngrslvngklls»                             | 2:59         |
| 10. | «I Can't Dance»                               | 3:02         |
| 11. | «No, I'm Against It!»                         | 1:52         |
| 12. | «A-a-ah»                                      | 3:52         |
| 13. | «Bienvenido (Reprise)»                        | 3:25         |
| 14. | «Gigolo Vagabundo (бонус)»                    | 4:00         |
| 15. | «3 Minutes in the Brain of Bonaparte (бонус)» | 3:14         |

## Релиз
Есть различные версии альбома; разница в обложке альбома и в списке песен:
- «Кровавая иллюстрация» — другая обложка и список композиций. CD (2007)
- Обычное дополнение (15 песен + бонус-видео). CD, винил и дистрибуция (2008)
- Ограниченное дополнение, включает запись концерта «Blood, Sweat & Würstchen». CD, и винил разных цветов (2009)